# Saint-Léger-des-Prés
Saint-Léger-des-Prés ist eine Gemeinde im französischen Département Ille-et-Vilaine in der Bretagne. Sie gehört zum Kanton Combourg im Arrondissement Saint-Malo. Die Bewohner nennen sich Saint-Légois. Sie grenzt im Nordwesten an Combourg, im Norden an Cuguen, im Nordosten an Noyal-sous-Bazouges, im Südosten an Marcillé-Raoul, im Südwesten an Dingé und im Westen an Lanrigan. Das Siedlungsgebiet liegt ungefähr auf 47 Metern über Meereshöhe.

## Geschichte
Die Ortschaft hieß bis 1920 „Saint-Léger“.

### Bevölkerungsentwicklung
| Jahr      | 1962 | 1968 | 1975 | 1982 | 1990 | 1999 | 2008 | 2017 |
| --------- | ---- | ---- | ---- | ---- | ---- | ---- | ---- | ---- |
| Einwohner | 305  | 293  | 250  | 230  | 231  | 232  | 221  | 264  |

## Sehenswürdigkeiten
- Kirche Saint-Léger, Monument historique

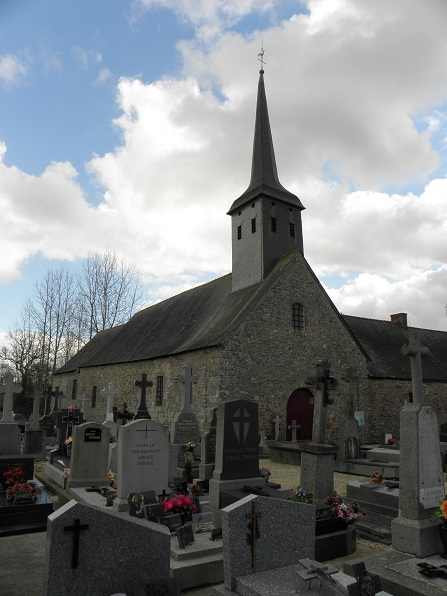
Kirche Saint-Léger